# Knut Håkonsson
Knut Håkonsson (* um 1208; † 1261 in Bergen) war ein schwedisch-norwegischer Gegenkönig der aufständischen Ribbungene.
Seine Eltern waren der Jarl Håkon Galen und dessen Frau Kristina Nilsdotter, Tochter des Schweden Nils Simonsson und Enkelin des schwedischen Königs Erik des Heiligen. 1227 heiratete er Ingrid Skulesdatter († im Winter 1232/1233), Tochter von Skule Bårdsson und dessen Frau Ragnhild Nikolasdatter (letzte Erwähnung 1247).
Nach Sigurd Ribbungs Tod 1226 wurde er von den Ribbungene zum König ausgerufen, musste sich aber im Jahr darauf mit Håkon Håkonsson dem Alten vergleichen. Später wurde er zum Jarl ernannt. Er wurde nun für den vornehmsten Mann nach dem König gehalten, hatte aber offenbar trotzdem nur wenig politischen Einfluss.
Nach dem Tod seines Vaters 1214 kehrte seine Mutter nach Götaland zurück und heiratete den Gesetzessprecher Eskil, ein Neffe von Jarl Birger Brosa.
1226 kamen Boten von den Ribbungene und den Birkebeinern. Die Ribbungene fragten an, ob er ihr neuer Anführer werden wolle. Das Land sei offen für ihn, wenn er ihnen nach Norwegen folge. Die Mutter hatte großes Zutrauen zu den Boten der Ribbungene und überließ ihnen ihren Sohn. Sie hatte schon immer große Hoffnungen auf ihn gesetzt, da er nach dem Thronfolgevertrag zwischen Inge Bårdsson und Håkon Galen von 1212 die Königswürde erhalten sollte, wenn Inge ohne ehelich geborenen Sohn sterben sollte. Knut wurde aber nicht nach Inges Tod 1217 König, sondern erst nach dem Tod von Sigurd Ribbung 1226.
Nach dem Tod König Sigurds beherrschten Knuts Männer das gesamte Oppland un Teile von Viken, und Knut wurde sowohl in Romerike als auch in Oslo zum König ausgerufen. Aber in Viken lehnte das Volk einen Anführer mit schwedischen Eltern ab. Die Bauern in Aker hatten so schlechte Erfahrungen mit den Ribbungene gemacht, dass sie König Håkon Håkonsson die doppelte Kriegssteuer, also das Vierfache der normalen Steuer, und auch Geiseln anboten, wenn er sie vor den Ribbunge schütze. Das Angebot von Geiseln zeigt, dass zu dieser Zeit eine natürliche Feindschaft zwischen Bauern und der Kriegeraristokratie bestand. Der König lehnte das Angebot ab; denn ihm wurde davon abgeraten, in Oslo zu überwintern, weil den Bauern nicht zu trauen sei. Knut musste zur Behauptung seiner Stellung die Entscheidung in der Schlacht suchen. Doch musste er zunächst eine Niederlage hinnehmen, und auch später konnte er keine Siege erringen. Im Gegensatz zu seinem Vorgänger hatte er keinen militärischen Erfolg. Er hielt sich auch anders als sein Vorgänger mehr in Götaland und den angrenzenden Gebieten auf als in Oppland. Das führte schließlich zu einem Bruch mit den dortigen Bewohnern. Die dortige Bauerngesellschaft ging nun auf Distanz. Auch wirksame ausländische Hilfe war nicht zu erwarten. Daher entschloss sich Knut 1227, einen Vergleich einzugehen. Der letzte große Aufstand gegen die Birkebeiner war beendet.
Im Vergleich wurde Knut das halbe Ryfylke, das halbe Sogn und nach 1240 noch vier Fylke in Trondheim und Namdalen. Er heiratete Ingrid, Tochter Skule Bårdssons und Schwester der Königin Margarete. Nach deren Tod fünf Jahre später zerbrach seine Freundschaft zwischen ihm und Jarl Skule. Er war der Meinung, dass er bei der Reichsteilung gegenüber Skule benachteiligt worden sei. 1239 schlug er Skules Angebot der Jarlswürde aus, nahm sie aber vom König entgegen. So wurde er Oberbefehlshaber in Østlandet. Ab 1240 wurde er als der vornehmste Mann des Reiches nach dem König angesehen. Doch spielte er kaum eine besondere politische Rolle. Bei der Krönung König Magnus Lagabætirs im September 1261 trug er noch die Jarlskrone, war aber bereits so krank, dass er von zwei Stallmeistern gestützt werden musste. Bald darauf starb er. Die Håkon Håkonssons saga führt seinen Tod auf seinen beträchtlichen Alkoholkonsum zurück.